# Jorge Cori
Jorge Moisés Cori Tello (* 30. Juli 1995 in Villa El Salvador, Lima) ist ein peruanischer Schachspieler. Er trägt den Titel eines Großmeisters. Seine Schwester Deysi Cori ist ebenfalls Schachspielerin und trägt den Titel eines Großmeisters der Frauen.

## Karriere
Bei den panamerikanischen U-10-Meisterschaften belegte er den geteilten ersten Platz, wofür er den Titel FIDE-Meister verliehen bekam.
Bei der U-14-Weltmeisterschaft im türkischen Kemer gewann er den Titel, während seine Schwester gleichzeitig in der U-16 siegreich war. Im Jahre 2009 erzielte er seine dritte Norm für den Großmeistertitel. Zu diesem Zeitpunkt war er 14 Jahre und 2 Monate alt, damit war er zu diesem Zeitpunkt der jüngste Spieler der Welt, dem dies gelang. Die für die Vergabe des Titels notwendige Elo-Zahl von 2500 erreichte er im März 2010, woraufhin ihm der Titel im April verliehen wurde.
Bei den Amerikanischen Meisterschaften 2013 im bolivischen Cochabamba belegte er den vierten Platz, wodurch er sich für den Schach-Weltpokal 2013 qualifizierte. Dort traf er in der ersten Runde auf Teymur Rəcəbov, gegen den er in beiden klassischen Partien remis spielte und im Schnellschach die erste Partie gewann, die zweite aber verlor. Durch ein Missverständnis erschien der kein Englisch sprechende Cori zu spät zur ersten Blitzpartie, weswegen er die Partie wegen der umstrittenen Nulltoleranzregel kampflos verlor und in der Folge ausschied.
Bei der Schacholympiade 2016 im aserbaidschanischen Baku hatte er das drittbeste Ergebnis aller Spieler am zweiten Brett. Noch erfolgreicher war er bei der Schacholympiade 2018 im georgischen Batumi, wo er mit 7,5 Punkten aus 8 Partien und einer Elo-Performance von 2925 an Brett 3 bester Einzelspieler wurde, als erster Peruaner in der Geschichte der Schacholympiaden. In der chinesischen Mannschaftsmeisterschaft spielte Cori 2014 für Qingdao, in der spanischen Mannschaftsmeisterschaft 2017 für CA Solvay.